# Lamponi (famiglia)
La famiglia Lamponi fu una influente famiglia italiana originaria delle Marche, che si stabilì nella Provincia di Fermo intorno al XII secolo. Nello stesso periodo si trovano tracce della stessa anche in Toscana, da dove si sviluppò un altro importante ramo.

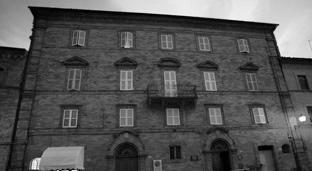
Palazzo Lamponi a Santa Vittoria in Matenano (sec. XVIII), storica dimora della famiglia.

## Storia della famiglia Lamponi nelle Marche
Le prime tracce di questa famiglia nelle Marche, riscontrabili dagli archivi notarili, si trovano a Montefortino dove, già dal XII secolo, godeva i massimi onori di questa comunità.
In assenza di documentazione riferibile ai secoli precedenti (non essendo ancora stato istituito all'epoca l'ordine dei notari), è molto difficile stabilire il ceppo di questa famiglia prima del XII secolo. Tuttavia, studiando la storia di Montefortino, si possono ipotizzare, in alternativa, due possibili origini: 1) romana; 2) longobarda.
Il cognome Lamponi deriverebbe dal termine Lampana che nella lingua volgare italica indicava la Lampada [dal latino lampăs, ădis: 1) lampada, torcia, fiaccola, 2) splendore, luce, giorno, 3) meteora] simbolo di fede e di sapere. Simbolo che, infatti, viene riportato sugli stemmi della stessa Famiglia sia a Montefortino (XII secolo) che a Santa Vittoria in Matenano (XVIII secolo) e, successivamente, anche su quello della Famiglia Lamponi - Palmucci di Monterubbiano (XIX secolo).
Il primo che si conosce fu un certo Bartolomeo Lamponi.
Questa famiglia si diramò successivamente in molte altre stabilendosi in varie città della Provincia di Fermo.

### Il ramo di Fermo
Tullio Lamponi fu aggregato alla nobiltà fermana (Fermo) nel 1555.  Rinomato giurista, nel 1547 patrocinò la causa civile intentata dalla città di Fermo, presso la Curia del Legato ( l'allora tribunale regionale ), per la rivendicazione dei territori di Montefortino, a seguito della ricostituzione dello Stato fermano su quella zona con la bolla pontificia di Papa Paolo III. Il difensore di controparte fu il conte Desiderio Leopardi.
Giuseppe Lamponi fu decorato della Croce di Santo Stefano.

### Il ramo di Montefortino
Un ramo rimase a Montefortino almeno fino alla seconda metà del XVIII secolo, sostenuto dal Sig. Francesco Nicola Lamponi.
Nella seconda metà del XIV secolo i giuristi Tullio Lamponi e Marcantonio Lamponi fecero parte della commissione degli otto statutari per la redazione dei nuovi Statuti comunali di Montefortino, insieme ad Annibale Pontani, Desiderio Leopardi, Perfetto Pruni, Pietrangelo Rossetti e Lorenzo Di Luca.
D. Francesco Lamponi fu pievano di Montefortino tra il 1635 e il 1654.
Nel 1603 la famiglia Lamponi eresse l'altare della Madonna delle Grazie sul lato destro del presbitero della Chiesa di Sant'Agostino sita a Montefortino (XIV secolo).
D. Pietro Sestilio Lamponi nel 1751 istituì una cappellania nell'altare di S. Antonio di Padova all'Ambro (Santuario Madonna dell'Ambro a Montefortino). Ancora oggi, nella prima cappella a destra, entrando, è dipinta l'immagine di Santa Vittoria a cura dei benefattori Lamponi, il cui stemma è conservato nell'archivio del Santuario della Madonna dell'Ambro.
Innalzava uno stemma a forma di scudo ornato di corona di Marchese o Nobile Palatino, raffigurante una stella sopra una Lampana (in italico volgare veniva così denominata la Lampada) ardente poggiata sopra una linea piana e sotto tre barre inclinate a destra della visuale.

### Il ramo di Santa Vittoria in Matenano
Un altro ramo si stabilì a Santa Vittoria in Matenano intorno alla seconda metà del XVIII secolo, dal quale discesero il Sig. Pietrantonio Lamponi e suo figlio Gregorio (1761) e, poi, Pietro (1799), comandante la Guardia Civica di Santa Vittoria in Matenano (dal 1º dicembre 1848) e sindaco di Santa Vittoria in Matenano (dal 1860 al 1863), dal quale discesero Filippo Lamponi (1827), prefetto del Regno d'Italia, avvocato e patriota della Causa Italiana; Francesco Lamponi (1830), tenente, patriota e cavaliere dei SS. Maurizio e Lazzaro; Raffaello Ettore Lamponi (1832), colonnello dei Carabinieri Reali, patriota e cavaliere dei SS. Maurizio e Lazzaro; Giuseppe Lamponi (1839), medico, patriota e sindaco di Santa Vittoria in Matenano (dal 1876 al 1891); Gregorio Lamponi (1840), funzionario del Regno d'Italia, giurista e patriota.
Innalzava uno stemma a forma di scudo sormontato da una corona, raffigurante la scala, simbolo delle imprese compiute e gli onori raggiunti; la luna crescente, simboleggiante la benignità, la forza d'animo nelle sventure (dato che essa fa luce nelle tenebre) e l'incostanza nella sfortuna (dato che essa cambia nelle notti); due comete simbolo di chiarezza, di fama, di virtù superiori e potenza eterna; la lampada (lampana in italico volgare), rappresentante la fede e il sapere, poggiata sopra una linea piana e sotto tre barre inclinate a sinistra della visuale.

### Il ramo di Monterubbiano
Un ultimo ramo si stabilì a Monterubbiano nel 1541 circa, cioè Giacomo Lamponi, figlio di Lorenzo, figlio di Antonio, figlio di Sante, figlio di Bartolomeo, dal quale discesero Filippo Lamponi (senior - 1657) che, intorno alla fine del XVII secolo, fu nominato Capitano delle "Milizie Pontificie" nel Presidiato di Montalto delle Marche, mentre il suo discendente, Luigi Saverio Lamponi, nel 1730 fu creato Fiscale di Mons. Marzio Carafa (Preside di Montalto e Governatore generale della rispettiva prepositura del luogo). Successivamente Filippo Lamponi (junior - 1726) e suo figlio Gian Girolamo (1764), furono onorati del titolo di Capitani delle Corazze di Monterubbiano. Numerose le proprietà di questo ramo dei Lamponi che, almeno fino alla seconda metà del XVIII sec. d. C., possedeva, oltre ad un giro fruttifero di 5.985 scudi, modioli 4.279 e canne 97 di terreni (più di 1.000 ettari) sparsi tra il territorio fermano (Monterubbiano; Moresco; Montefiore; Massignano; Fermo: per complessivi modioli 1.495; canne 97) e quello di Colonnella di Abruzzo, Provincia di Teramo, nell'allora Regno di Napoli (C.da della Marina Vecchia; Contrada S. Martino; C.da Pellicciano; C.da del Giardino; etc.: per complessivi modioli 2.784), oltre a svariati palazzi, abitazioni e fabbriche site nelle città di Monterubbiano e Fermo e a case coloniche sparse nelle campagne di rispettiva proprietà.
Innalzava uno stemma d'azzurro al monte all'italiana di tre cime con albero centrale.
Gian Girolamo, ultimo della Famiglia Lamponi a Monterubbiano, sposò la contessa Cristina Gigliucci di Fermo che nominò sua erede universale di tutti i propri beni (mobili ed immobili). Gian Girolamo morì il 31 dicembre 1803. La sorella di Gian Girolamo, Catarina Lamponi, nata a Monterubbiano il 26 marzo 1760, sposò il sig. Giuseppe Onofrio Palmucci delle prime famiglie civili di Offida il 6 maggio 1784. Da questo matrimonio nacque Nicola Fedele Palmucci, il quale per l'eredità ricevuta dalla madre e dalle zie Serafina ed Apollonia Lamponi, sorelle del fu Gian Girolamo, assunse il nome di Lamponi, oltre al suo casato Palmucci, e nello stabilire domicilio a Monterubbiano fece seguitare la famiglia Lamponi in questa città. Successivamente Nicola Lamponi Palmucci sposò la contessa Anna Falconi di Fermo, da cui, tra gli altri figli, ebbe Stanislao Lamponi Palmucci.
La Famiglia Lamponi Palmucci di Monterubbiano innalzava uno stemma a forma di scudo, sormontato da una corona di nobile Palatino, raffigurante sul lato sinistro della visuale il monte all'italiana di tre cime con albero centrale (o palma), sul lato destro la lampana ardente, rappresentante la fede e il sapere, poggiata sopra una linea piana e sotto cinque barre inclinate a sinistra della visuale, sormontata da una stella cometa, simbolo di chiarezza, di fama, di virtù superiori e potenza eterna.

### Il ramo di Altidona
Si trovano nomi di primo piano della famiglia Lamponi anche ad Altidona.
D. Orazio Lamponi fu priore di S. Antonio di Altidona e vicario foraneo. Dagli atti del Card. Carlo Barberini, risulta che nel 1685 al Sinodo farfense fu eletto giudice sinodale.
L'Arcivescovo Alessandro Borgia, parla a lungo nelle sue memorie di D. Gaetano Lamponi, canonico di Altidona, che fu consacrato sacerdote a S. Vittoria in Matenano nel 1745.